# Xaykhisme
El xaykhisme (àrab: الشيخية, ax-xayẖiyya) és un corrent religiós islàmic fundat pel teòleg àrab Àhmad al-Ahsaí a principis del segle xix, i que es va desenvolupar principalment a l'Iran. Es tracta d'una variant fortament esotèrica del xiisme que incorpora nombroses visions del sufisme. Avui dia encara té uns pocs seguidors, concentrats a l'Iran i a l'Iraq, tot i que la majoria dels seus adeptes es van convertir al babisme i a la fe Bahá'í a mitjans del mateix segle xix.